# Port d'Asdod
El Port de Asdod (en hebreu: נמל אשדוד) és un dels dos ports de càrrega principals d'Israel. Inaugurat al novembre de 1963. El port està situat en Asdod, a uns 40 quilòmetres al sud de Tel-Aviv, al costat de la desembocadura del riu Laquis. El seu establiment ha millorat significativament la capacitat portuària del país. És gestionat per l'Autoritat Portuària d'Israel. És un important punt d'entrada tant per a càrrega i turistes dins i fora d'Israel, així com per a equips militars importats. Els vaixells que transporten ajuda humanitària a la Franja de Gaza també descarreguen la seva càrrega en el port. La necessitat d'obrir un altre port d'aigües profundes va sorgir en els primers anys d'Israel, quan va quedar clar que l'expansió dels ports existents de Haifa i Eilat no podia assegurar el maneig eficient del creixent volum de càrregues d'exportació i importació.